# Wiszowate
Wiszowate – wieś w Polsce położona w województwie podlaskim, w powiecie kolneńskim, w gminie Grabowo.
W latach 1975–1998 miejscowość administracyjnie należała do województwa łomżyńskiego.
Wierni kościoła rzymskokatolickiego należą do parafii św. Jana Chrzciciela w Grabowie.

## Historia
Wieś założona przed 1424 r. Zaścianek szlachecki rodziny Wiszowatych herbu Awdaniec. Do dzisiaj wieś zamieszkana przez ród Wiszowatych. Wieś szlachecka położona była w drugiej połowie XVI wieku w powiecie kolneńskim ziemi łomżyńskiej. Na przełomie lat 1783/1784 wieś leżała w parafii Grabowo, dekanat wąsoski diecezji płockiej i była własnością jedenastu rodzin szlacheckich: Borzymowskich, Brodowskiego, Filipkowskich, Grzymkowskiego, Konopków, Kołakowskiego, Małachowskich, Niebrzydowskiego, Romanów, Świderskiego i Wiszowatych.
23 sierpnia 1923 rotmistrz Kazimierz Halicki na czele kombinowanego szwadronu 2 Pułku Ułanów Grochowskich przeprowadził szarżę na bolszewicki oddział piechoty z artylerią, biorąc 77 jeńców oraz zdobywając 4 działa i 3 karabiny maszynowe.